# Charles-Joseph Pariset
Pour les articles homonymes, voir Pariset.
Charles Joseph Félicien Pariset, né le 22 mai 1807 à Brémoncourt près de Bayon et mort le 18 juin 1886 à Nancy en Meurthe-et-Moselle, est successivement notaire, employé supérieur de ministère et receveur des finances   français. Il est mieux connu aujourd'hui, parfois sous le nom familier de Félicien Pariset, en tant qu'auteur d'études et rédacteur de monographies en histoire sociale et régionale.

## Biographie
Le jeune notaire lorrain Charles François Joseph Félicien Pariset, fils de Charles Pariset (1781-1855) et de Marie-Thérèse Thouvenot (1782-1837) poursuit une carrière administrative au service de l'État, qui le mène dans les ministères républicains puis de l'Empire français. Il se marie à Houdreville le 30 mai 1837 avec Agnès Sidalie Harlaut (1817-1853). Le couple a un fils, Paul Charles Étienne (1844-1922).
Charles-François-Joseph, nommé familièrement « Félicien » selon la tradition lorraine, est notaire à Lunéville, son cabinet est installé rue des Bosquets. Comme il s'est opposé publiquement au coup d'État du prince-président Louis Bonaparte le 2 décembre 1851, il est condamné à la prison. Il bénéficie d'une grâce par décision du pouvoir présidentiel en 1852 mais l'enregistrement de sa condamnation lui fait perdre sa fonction de notaire. Bénéficiant d'indulgences en haut lieu, il est alors nommé employé supérieur au ministère de l'Algérie, puis désigné pour participer à la commission pour l'exposition universelle de Londres en 1862.
Nommé percepteur dans le midi de la France en 1864, c'est-à-dire selon ses propres termes « receveur particulier des finances de Castelnaudary », il y poursuit des études d'économie rurale commencées dans les Vosges gréseuses forestières en 1862. 
Mis à la retraite de ses fonctions publiques en 1874, Charles-Joseph est élu maire de Castelnaudary. Au terme de son mandat politique, probablement soumis à pression, il revient en 1876 vivre plus paisiblement à Nancy, 13, rue d’Alliance, auprès de sa proche famille. 
Sur sa tombe monumentale, inaugurée par l’Académie de Stanislas le 20 juin 1886, le président Chassignet prononce un éloge funèbre publié in extenso dans les Mémoires de l’Académie de Stanislas.

## Un chercheur tardif en sciences humaines
Membre d'une des commissions d'observation présentes à l'exposition universelle de Londres en 1862, il rencontre l'économiste Le Play. Ce dernier auteur, à la suite de son ouvrage sur Les Ouvriers européens, a lancé en 1857 la collection « Études sur les travaux, la vie domestique et la condition morale des populations ouvrières des diverses contées ». Il cherche des enquêteurs bénévoles et l'initie rapidement aux méthodes d'études scientifiques et d'enquêtes sociales. Il faut faire connaître de manière urgente aux milieux savants ou lettrés les conditions de vie et de travail des populations françaises.
En 1863, Charles-Joseph rédige une première monographie sur Le Bûcheron de Dabo. Soucieux de percevoir l'évolution des milieux et des sociétés, en particulier désormais au voisinage de la frontière côté Empire allemand après 1871, il reprend à plusieurs reprises ses observations sur les bûcherons de Dabo avant de livrer une dernière publication en 1884.
À Castelnaudary, il entreprend et rédige successivement entre 1864 et 1874 deux études sur l'économie rurale du Lauragais et de la montagne Noire. Il semble les avoir fait publier ou connaître d'abord à Castelnaudary et dans les départements de l'Aude et respectivement de Haute-Garonne et du Tarn. Il était initialement prévu qu'elles soient enrichies et publiées dans la collection fondée par Le Play.  
Revenu vivre auprès de sa famille à Nancy en 1876, il entreprend des recherches sur les parcellaires lorrains et publie en collaboration avec les sociétés savantes une étude remarquée sur le morcellement des terres en plaine lorraine. 
Le vieil homme est nommé après de longues tractations et visites protocolaires le 17 décembre 1880 membre titulaire de l'Académie de Stanislas. Charles François Joseph ou C.-F.-J. Pariset y siège jusqu'à sa mort en 1886. Au cours de la séance publique de l'académie du 25 mai 1882 à Nancy, il lit le rapport sur le deuxième concours, conclu par le choix du lauréat, le professeur Charles Guyot de l'école forestière ; il y présente son article sur les conditions des classes agricoles et industrielles en Lorraine,.  
Le chercheur travaille inlassablement jusqu'à son décès à 79 ans à Nancy en juin 1886. Peu avant sa disparition, il parachève une monographie sur L’Orphelinat agricole d'Haroué.

## Publications et travaux de C.-J. ou F. Pariset.
- Économie rurale, mœurs et usages du Lauragais (Aude et Haute-Garonne), Imprimerie et librairie d'agriculture et d'horticulture, de madame veuve Bouchard Huzard, 1867, 255 pages
- Économie rurale industrie, mœurs et usages de la montagne Noire, "Mémoires de la Société nationale d'agriculture de France", Tome CXXVI, in octo, édition J. Tremblay, Paris, 1882, 372 pages. (Réédition avec courte biographie par le Groupe audois de recherche et d'animation ethnographique (GARAE) et Louis Assier-Andrieu, Carcassonne, 1985, 272 pages.
- Monographie d'une famille de bûcherons usager de l'ancien comté de Dabo, collection Les ouvriers des deux mondes, 1884.
- Exposé des voies et moyens pour la construction de la caserne, présenté au Conseil municipal : séance extraordinaire du 14 novembre 1874, Labadie et Groc, Castelnaudary, 1874.